# Albunione indecora
Albunione indecora är en kräftdjursart som först beskrevs av Clements Robert Markham 1988.  Albunione indecora ingår i släktet Albunione och familjen Bopyridae. Inga underarter finns listade i Catalogue of Life.